# 克罗纳
克罗纳（英語：Krona）是一名由DC漫画公司出版的虚构角色。该人物首次登场于《绿灯侠》#40（1965年10月），由作家约翰·布鲁姆和艺术家吉尔·凯恩共同创作。

## 人物
克罗纳出生于马尔塔斯行星的科学家，其种族为歐亞人，他一心着迷于研究观测宇宙的起源；尽管流传着“发掘宇宙的起源将会造成大灾难”的古老传说，但他却对其置之不理。克郎纳建造了一台可穿过时空障碍机器并看到了时间的开端。克罗纳见到造物主的手正在安置可变为完整宇宙的微粒。突然，他的机器瞬间爆炸，原来的宇宙被撕成碎片，形成了无数个平行宇宙，于是多元宇宙产生。与此同时，「反物质宇宙」也形成了，邪恶被释放到该宇宙中；因此，监视者和反监视者也诞生了。作为惩罚，克罗纳被他的同胞歐亞人转化为纯粹的能量状态，被永久地流放到宇宙之中。克罗纳的行为使歐亞人担当起宇宙的守护者的义务。
克罗纳利用艾伦·斯科特的神秘能量戒指重新回到物质状态，但他再次被宇宙的守护者打回了能量状态。在尼克朗的帮助下，克郎纳终于恢复了他的物质形态；作为复仇，他准备干掉所有的守护者。
克罗纳后来以熵的表现形式重新出现，并与新守护者进行了大战。
在綠光之戰中，克羅納被哈爾·喬丹以能量戒指擊斃。

## 外部連結
- DCU Guide: Krona (Entropy)